# Cova d'Apol·lo Hipoacreu
La Cova d'Apol·lo Hipoacreu és una cova i santuari dedicat a Apol·lo al vessant nord-oest del turó de l'Acròpoli d'Atenes.
El santuari estava dedicat a Apol·lo Hipoacreu, o ‘Apol·lo sota les altures', en referència a la ubicació del santuari. A la cova també es retia culte a Apol·lo amb els epítets Patroos ('Pare Apol·lo') i Piti ('Pitó el matador'). Segons aquest darrer, el santuari també era conegut com Pythion (grec antic: Πύθιον). La cova era objecte de culte no més tard de l'època micènica, en el segle xiii abans de la nostra era. Els atenesos associaven la cova amb els seus orígens mítics com a habitants originaris de l'Àtica, ja que la llegenda diu que Apol·lo va dormir a la cova amb Creüsa, filla d'Erecteu, i donà lloc així a l'avantpassat jònic Ió.
La cova té uns 5 m d'amplada i uns 3 metres de profunditat, tot i que probablement era més fonda en l'Antiguitat.
Al santuari hi havia cavitats tallades a la roca per a les escultures. El jaciment s'hi ha identificat per les ofrenes trobades. Es diu que els que viatjaven a Delfos (pythaistai) començaven el viatge des de la cova.
El camí Perípatos duia al santuari des dels voltants del turó. A l'est de la cova hi ha altres dos santuaris rupestres, la Cova de Zeus Olímpic i la Cova de Pan, i a l'oest la Font Clepsidra.